# Langhorne
Langhorne è una borough degli Stati Uniti d'America, nella contea di Bucks nello Stato della Pennsylvania. Secondo il censimento del 2017 la popolazione è di 1.596 abitanti.

## Società

### Evoluzione demografica
La composizione etnica vede una maggioranza di quella bianca (87,7%), seguita dagli afroamericani (8,0%) dati del 2010.
| borough di Langhorne Popolazione |       |
| 2000                             | 1.981 |
| 2010                             | 1.622 |
| 2017                             | 1.596 |